# Rødovre Centrum
Rødovre Centrum er Danmarks første egentlige indendørs indkøbscenter. Det åbnede 1. april 1966 og ligger ved Rødovre Rådhus på hjørnet af Tårnvej og Rødovre Parkvej i Rødovre ved København. Det ligger et stykke nord for Rødovres gamle indkøbsgade Roskildevej.
Rødovre Centrum har været ombygget og udvidet flere gange – senest i 2013, hvor centeret også fik sin egen biograf. Med den seneste udvidelse nåede centret op på 75.452 kvm. og 160 butikker. Det er dermed blandt Danmarks største. Blandt de større butikker i Rødovre Centrum kan nævnes: Magasin du Nord (Rødovre Centrums absolut største butik), H&M og Føtex.
Bilka havde i midten af 1990'erne planer om at åbne et varehus i centeret, men det blev ikke til noget.
Rødovre Centrum har tidligere haft en fødeklinik. Der blev blandt andre Helle Thorning-Schmidt født.
I 2023 bragte Sjællandske Medier historien om Buster der aldrig havde været i Rødovre Centrum Historien opnåede en såkaldt "Omvendt Cavling" i Tv programmet Tæt på Sandheden. 